# Водяна пара
Водяна́ па́ра — газоподібний стан  води. Не має кольору, смаку і запаху. Міститься в тропосфері.
Утворюється молекулами  води при її випаровуванні. При надходженні водяної пари в повітря вона, як і всі інші гази, створює певний тиск, що називається  парціальним. Він виражається в  одиницях тиску — паскалях.
Водяна пара може переходити безпосередньо у тверду  фазу — на кристали  льоду. Кількість водяної пари в грамах, що міститься в 1 кубічному метрі, називають абсолютною вологістю повітря.
Водяна пара відносно поширений компонент, що входить до складу атмосфери, яка присутня навіть в атмосфері Сонця, а також у кожної планети Сонячної Системи і багатьох астрономічних об'єктах, включно з природними супутниками, кометами і навіть великими астероїдами.

## Теплоносій
Оскільки теплоємність пари, точніше, теплота її конденсації, досить велика, вона часто використовується як ефективний теплоносій. Як приклади використання можна навести парове опалення, промислове використання пари, наприклад, парогенератори.

## Властивості

### Випаровування
В ту мить, коли молекула води залишає поверхню води і дифундує у навколишній газ, це називають випаровуванням. Кожна окрема молекула води, яка здійснює перехід від більш зв'язного (рідкого) до менш зв'язного (пари/газу) стану робить це завдяки поглинанню або вивільненню кінетичної енергії. Агреговане вимірювання цієї переданої кінетичної енергії визначається як теплова енергія і відбувається лише тоді, коли існує різниця температур між водяними молекулами. Рідка вода, що стає водяною парою забирає з собою частину тепла, через процес що називається охолодженням випаровування.:36 Кількість водяної пари в повітрі визначає як часто молекули води будуть повертатися до поверхні.

### Сублімація
Сублімація процес, коли молекули води безпосередньо залишають поверхню льоду без попереднього переходу в рідкий стан води. Саме через процес сублімації відбувається повільне зникнення льоду і снігу під час зимової погоди, при низьких температурах за яких не може відбуватися танення. В значній мірі цей процес відбувається в Антарктиді оскільки це континент з досить не великою кількістю опадів. В результаті, існують великі території де тисячолітні шари снігу були сублімовані, залишаючи по собі будь-які нелеткі матеріали, які вони в собі містили.

### Конденсація

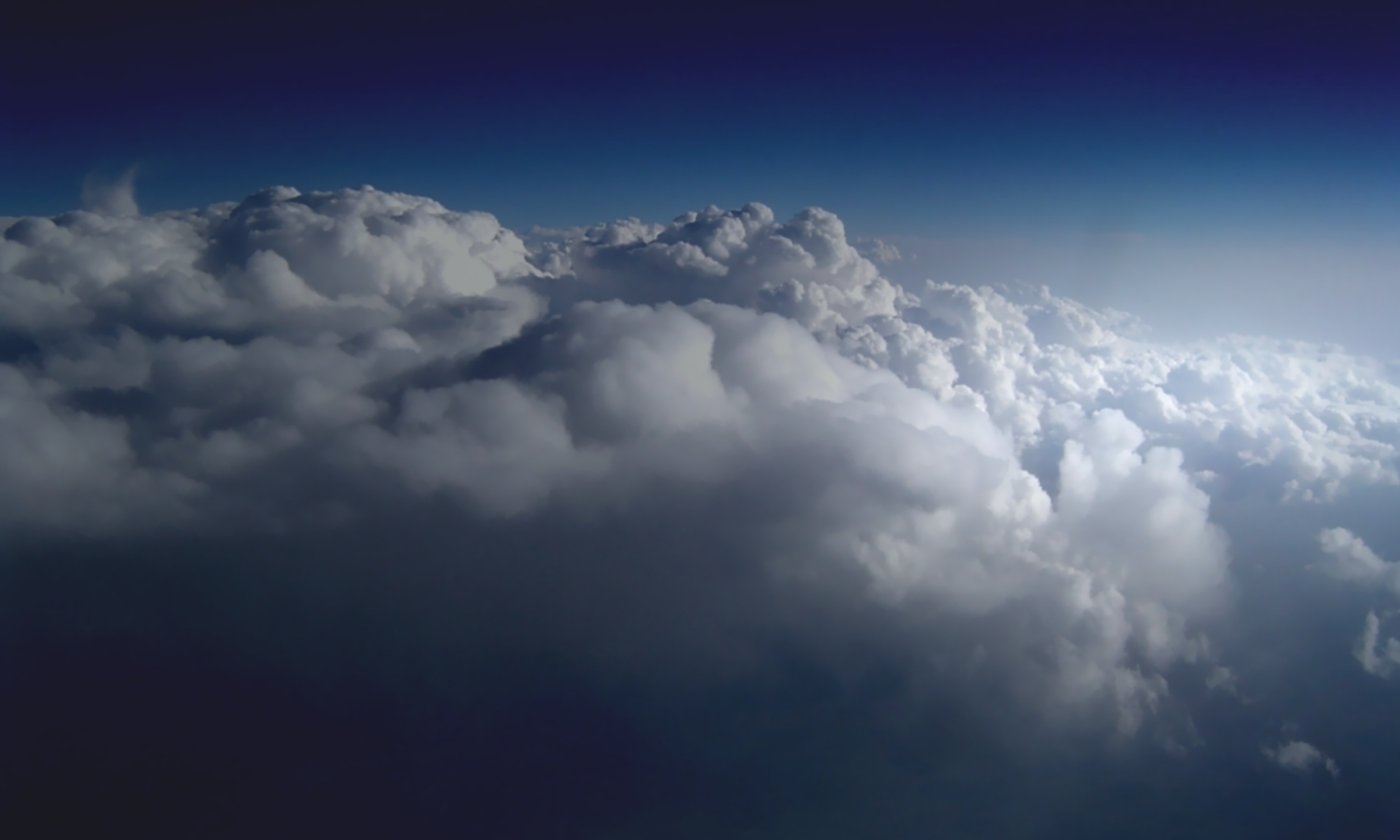
Хмари, утворені конденсованою водяною парою

Водяна пара буде конденсувати на іншу поверхню, коли ця поверхня холодніше ніж температура точки роси, або коли рівновага тиску водяної пари в повітрі була перевищена. Коли водяна пара конденсує на іншу поверхню, на цій поверхні відбувається питоме нагрівання. Молекула води несе з собою енергію тепла. В свою чергу температура атмосфери дещо падає.:19 В атмосфері, конденсація утворює хмари, туман і опади (зазвичай лише тоді, коли цьому сприяє ядра конденсації хмари). Точка роси парцелю повітря це температура, до якої воно повинно охолонути, щоб водяна пара у повітрі почала конденсувати, так що цю водяну пару можна вважати різновидом води або дощем.

## Довідковий матеріал
- Теплофізичні властивості води і водяної пари [Архівовано 17 вересня 2008 у Wayback Machine.]
- Властивості насиченої водяної пари [Архівовано 3 вересня 2013 у Wayback Machine.]